# قمری زمینی اکوادوری
قمری زمینی اکوادوری (نام علمی: Columbina buckleyi) نام یک گونه از سرده قمری‌های زمینی آمریکایی است.